# Agnathie
L'agnathie (également appelée hypognathique) est une malformation caractérisée par l'absence d'une partie ou de l'intégralité d'une ou des deux mâchoires. C'est une malformation très rare tant chez l'humain que chez l'animal, À ce jour, seulement 30 cas ont été recensés chez les hommes. L'étiologie reste inconnue et il n'existe pas de méthode diagnostique moléculaire, cependant une anomalie chromosomique peut être impliquée.
Des anomalies de l'oreille externe, moyenne et interne, de l'os temporal, des parotides, des muscles masticateurs et du nerf facial peuvent être associées à l'agnathie.

## Traitement
Un diagnostic prénatal est possible par échographie bi ou tri-dimensionnelle. Le pronostic de ce syndrome est très réservé.
Le traitement de l'agnathie consiste en une reconstruction précoce par autogreffe osseuse (greffon chondrocostal) afin de limiter la progression de la déformation faciale. Une plastie du menton et des greffes d'os, de cartilage et de lambeaux de tissus mous peuvent encore améliorer la symétrie faciale.

## Sources et références
1. ↑  (en) Arya Rajendran et B. Sivapathasundharam, Shafer's Textbook of Oral Pathology, Elsevier Health Sciences, 10 février 2014 (ISBN 978-81-312-3800-4, lire en ligne)
2. ↑  (en) Anil Govindrao Ghom et Savita Anil (Lodam) Ghom, Textbook of Oral Medicine, JP Medical Ltd, 30 septembre 2014 (ISBN 978-93-5152-303-1, lire en ligne)
3. 1 2 3  « Orphanet: Syndrome d'agnathie holoprosenc�phalie situs inversus », sur www.orpha.net (consulté le 28 janvier 2021)
4. 1 2  « Malformations congénitales de la mâchoire - Pédiatrie », sur Édition professionnelle du Manuel MSD (consulté le 28 janvier 2021)